# Union County, South Carolina
Union County är ett administrativt område i delstaten South Carolina, USA. År 2010 hade countyt 28 961 invånare.  Den administrativa huvudorten (county seat) är Union.

## Geografi
Enligt United States Census Bureau så har countyt en total area på 1 336 km². 1 331 km² av den arean är land och 5 km² är vatten. 

### Angränsande countyn
- Cherokee County, South Carolina - nord
- York County, South Carolina - nordöst
- Chester County, South Carolina - öst
- Fairfield County, South Carolina - sydöst
- Newberry County, South Carolina - syd
- Laurens County, South Carolina - sydväst
- Spartanburg County, South Carolina - nordväst